# Tadeusz Bełdowski

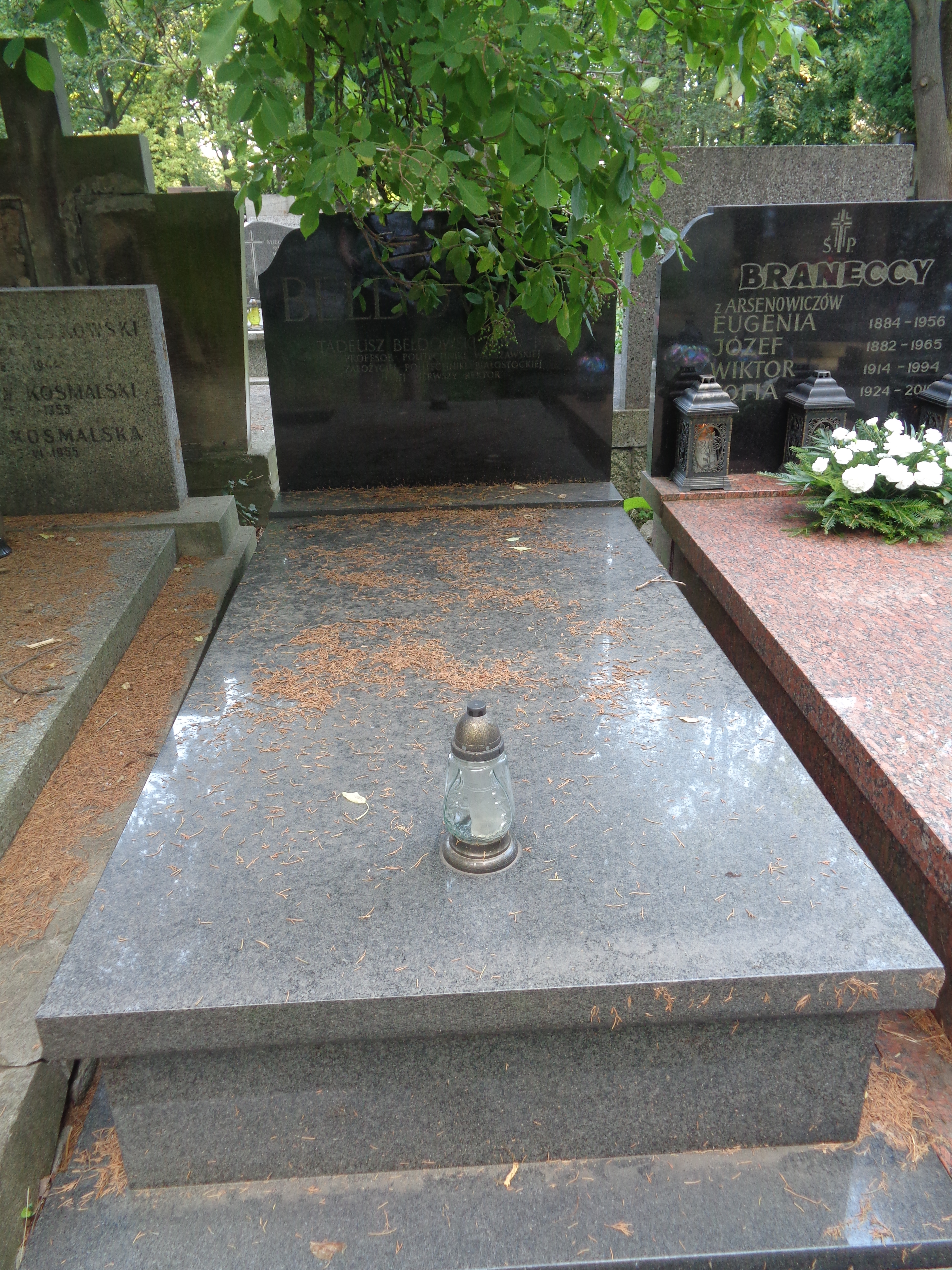
Nagrobek Tadeusza Bełdowskiego na cmentarzu Powązkowskim

Tadeusz Bełdowski (ur. 7 stycznia 1929 w Prudach k. Grodna, zm. 4 marca 1998 w Warszawie) – polski elektrotechnik, profesor zwyczajny Politechniki Warszawskiej.

## Życiorys
Syn Stanisława i Stanisławy. W 1952 ukończył studia na Wydziale Elektrycznym Politechniki Warszawskiej, w 1964 obronił doktorat, w 1967 przedstawił pracę habilitacyjną. W 1971 uzyskał tytuł profesora nadzwyczajnego, a w 1982 profesora zwyczajnego. 
Zawodowo związał się z Politechniką Warszawską w 1951, początkowo był zastępcą asystenta, a od 1952 asystentem. Po obronie doktoratu został adiunktem, a w 1966 docentem. W 1967 został kierownikiem Katedry i Zakładu Elektrowni i Elektroenergetyki Politechniki Warszawskiej pełnił tę funkcję do 1971, gdy po uzyskaniu profesury został wybrany rektorem Wyższej Szkoły Inżynierskiej w Białymstoku. W 1974 uczelnię przekształcono w Politechnikę Białostocką, której Tadeusz Bełdowski był pierwszym rektorem. W 1982 został powołany na Wiceministra Nauki, Szkolnictwa Wyższego i Techniki, równocześnie został członkiem Sekcji Sieci Elektroenergetycznych Komitetu Elektrotechniki Polskiej Akademii Nauk. Od 1973 był radnym Wojewódzkiej Rady Narodowej oraz członkiem Prezydium Rady Miasta Białegostoku, gdzie przewodniczył Komisji Oświaty, Kultury i Wychowania.  
Zmarł w Warszawie, pochowany na cmentarzu Powązkowskim (kwatera 149-3-13).

## Ordery i odznaczenia
- Krzyż Komandorski Orderu Odrodzenia Polski[6]
- Krzyż Kawalerski Orderu Odrodzenia Polski[6]
- Złoty Krzyż Zasługi[6]
- Odznaka tytułu honorowego „Zasłużony Nauczyciel PRL”